# Honky Tonk
Honky Tonk – amerykański western z 1941 roku w reżyserii Jacka Conwaya.

## Fabuła
Oszust Candy Johnson poznaje atrakcyjną Elizabeth Cotton i walczy przeciwko skorumpowanemu szeryfowi.

## Obsada
- Clark Gable – Candy Johnson
- Lana Turner – Elizabeth Cotton
- Frank Morgan – sędzia Cotton
- Claire Trevor – Gold Dust Nelson
- Marjorie Main – pani Varner
- Albert Dekker – Brazos Hearn
- Henry O’Neill – Daniel Wells
- Chill Wills – snajper
- Veda Ann Borg – Pearl
- Douglas Wood – gubernator Wilson
- Betty Blythe – pani Wilson
- Harry J. Worth – Harry Gates
- Lew Harvey – Blackie